# Jahodynka (hromada Pułyny)
Jahodynka (ukr. Ягодинка) – wieś na Ukrainie, w obwodzie żytomierskim, w rejonie żytomierskim, w hromadzie Pułyny. W 2001 liczyła 287 mieszkańców.